# Thutmosis (Wesir, 19. Dynastie)
Thutmosis war ein altägyptischer Wesir, der wahrscheinlich unter Ramses II. amtierte.
Thutmosis ist von nur wenigen Denkmälern bekannt. Er wird auf einem Relieffragment, das sich im Grab des Wesirs Parahotep in Sedment fand genannt, was andeutet, dass er vielleicht gleichzeitig oder vorher amtierte. Daneben wird er auf einem Ostrakon aus dem Tal der Könige und in einem Graffito genannt. Der Fundort der letzteren Objekte mag andeuten, dass er ein südlicher Wesir war. Die geringe Anzahl der Objekte, die Thutmosis nennen, deutet auf eine kurze Amtszeit.